# Claudius Gebele
Claudius Gebele ist ein deutscher Filmproduzent und Creative Producer.

## Leben
Claudius Gebele studierte an der Universität Bayreuth Sportökonomie und schloss 2003 mit einem European Master ab. Nach seinem Studium begann Gebele seine berufliche Laufbahn bei einer Werbeagentur in Amsterdam in der Strategischen Planung und machte sich im Jahr 2004 als Creative Producer und Berater selbstständig. Seither arbeitet er als freier Mitarbeiter für Werbe- und Design-Agenturen sowie pan-europäische Produktionsfirmen. Des Weiteren ist er seit 2005 Vorsitzender der Kunststiftung Cool Clean Conscious Concepts.

## Berufliche Laufbahn
Er organisierte und produzierte zahlreiche Musikvideos für Künstler wie Anouk und Roger Sanchez und Videoclips. Ab 2009 startete er zusammen mit dem niederländischen Regisseur und Graphic Novelist Rosto die Produktion des Kurzfilmes The Monster Of Nix (30 min, Niederlande, Frankreich, Belgien, 2012). Der Film hatte seine Premiere im Juni 2011 beim Festival d’Animation d’Annecy und erlangte zahlreiche Preise und Nominierungen. Zu den Preisen gehören u. a. der Best Animation Award beim Filmfestival in Badalona (ESP), Best Original Score beim Festival du Court-Métrage de Clermont-Ferrand (FR), der Public Prize Best Short Film beim Utopiales Film Festival (FR) sowie beim CMS Childrens Film Festival in Lucknow (IND). Nominiert wurde der Film u. a. für den niederländischen Filmpreis Das Goldene Kalb in Utrecht und stand auf der Shortlist für den Cézar 2013. Des Weiteren wurde das Werk vom niederländischen Filminstitut für die Oscars 2011 eingereicht, wurde jedoch nicht nominiert. 
Die darauf folgende kreative Produktion für Rosto unter dem Titel Lonely Bones (10 min, Frankreich, 2013) feierte Premiere beim Internationalen Film Festival Rotterdam und gewann u. a. den Preis für die Best Music beim Festival d’Animation d’Annecy und den Grand Prix beim Internationalen Animationsfilm-Festival in Ottawa.

### mikosa magazin - urban art
Im Jahr 2005 startete Gebele zusammen mit Marco Galmacci und Rocco Pezzella das Projekt mikosa aus der Taufe. Hauptbestandteil der Initiative war das gleichnamige Magazin, welches jährlich in limitierter Auflage von 250 Stück gedruckt und danach individuell per Hand von Künstlern designt wurde. Das Magazin wurde in 40 Galerien in Europa vertrieben und während der Herausgabe eines neuen Magazins immer von Ausstellungen der involvierten Künstler in ausgewählten Galerien begleitet. Als größtes Event zeitens der Herausgabe eines neuen Magazins zählt hierbei die Gestaltung eines über 300 Quadratmeter großen Murals im Zentrum von Amsterdam.  Das mikosa Magazin fand seinen Abschluss im Jahre 2012 mit der Herausgabe eines Buches mit den Werken aller beteiligen Künstler.

### mebike - the Dream Bike
Zusammen mit dem US-amerikanischen Künstler Abner Preis initiierte Gebele im Jahr 2006 die Veranstaltungsreihe mebike - the Dream Bike experience. Er ist verantwortlich für die Produktion der jährlichen Events sowie als Co-Kurator tätig. 2009 erfolgte der Umbau des Clubs Paradiso in Amsterdam (NL) in eine BMX-Skate-Landschaft mit Athleten, LiveBands und einem Skate-Parcours angelehnt an Marcel Duchamps Kunstwerken, u. a. dem Fahrrad-Rad. Im darauf folgende Jahr hostierte der Multimedia-Verein Mediamatic die ersten 'World Championship of Dream Bicycles', einem dreitägigen Event mit 40 involvierten Künstlern und 10 eigens gebauten Traumfahrrädern. In der mebike collection findet man u. a. die Werke von Will Barras (USA), Eric Staller (US) mit seinem Conference Bike, Imtek (NL), Büffel (GER), Hanazuki (NL), G. (FR), Sjocosjon (NL) und Conor Cronin (US) sowie die Arbeiten der Künstler-Kollektive Whystyle (IT), Het Kattenbak (NL), No New Enemies (BE) und Noordkap (NL).